# Thermoplastique
 (mars 2024).
Motif : L'article évoque les thermodurcissables alors que ce n'est pas dans son champ. Le RI évoque des matières comme le verre ou des métaux, mais rien n'est développé dans le corps d'article

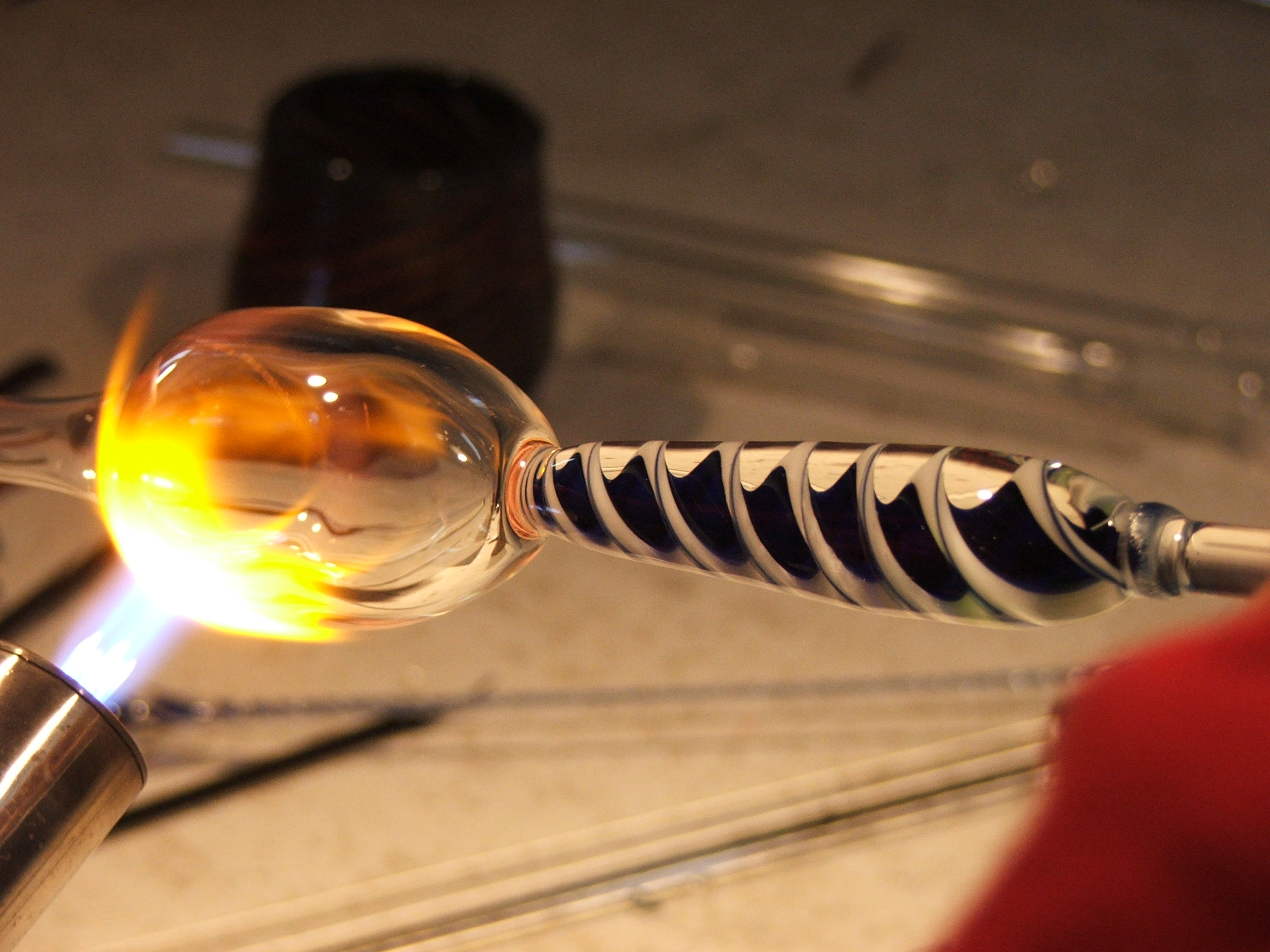
Soufflage du verre à des températures juste supérieures à la transition vitreuse.

Une matière thermoplastique est une matière ayant la propriété de se ramollir (parfois on observe une fusion franche) lorsqu'elle est chauffée suffisamment, mais qui, se refroidissant, redevient dure. Une telle matière conserve donc toujours de manière réversible sa thermoplasticité initiale.
L'état de ramollissement permet leur déformation mécanique, cette déformation étant figée par le refroidissement.
Cette qualité rend le matériau recyclable, à condition que la matière ne soit pas thermiquement dégradée et que les contraintes mécaniques de cisaillement de l'éventuel procédé de mise en forme ne modifient pas la structure moléculaire. C'est le cas du verre, des métaux et en général des macromolécules monodimensionnelles (issues de monomères bivalents), à structure linéaire ou ramifiée, de la chimie organique (par exemple, PE, PVC et PA).

## Polymères thermoplastiques

### Généralités
Le degré de polymérisation (DP ou n, directement proportionnel à la masse molaire du polymère) conditionne d'une part l'aptitude à la mise en œuvre sur machines (qui dépend de la viscosité), et d'autre part les propriétés mécaniques et thermiques du produit fini.
La structure moléculaire des polymères thermoplastiques solides est soit amorphe (non organisée) (ex. : PS, PMMA et PC), soit cristalline (organisée, dans laquelle les chaînes sont alignées). Les propriétés mécaniques et thermiques sont meilleures dans le second cas. Ces deux structures peuvent coexister en proportions variables, le polymère correspondant est dit semi-cristallin et caractérisé par un taux de cristallinité. La présence de cristallinité dans les matériaux capables de cristalliser (tels le PE, PP et PA) dépend beaucoup de leur histoire thermique et donc des conditions de mise en œuvre utilisées pour fabriquer l'objet moulé.
Certains plastiques thermoplastiques peuvent présenter partiellement des structures tridimensionnelles (ex. : PS faiblement réticulé) ; le polymère semi-thermoplaste est alors dur, moins soluble, plus résistant au fluage, mais plus fragile.

### Dépendance de la température

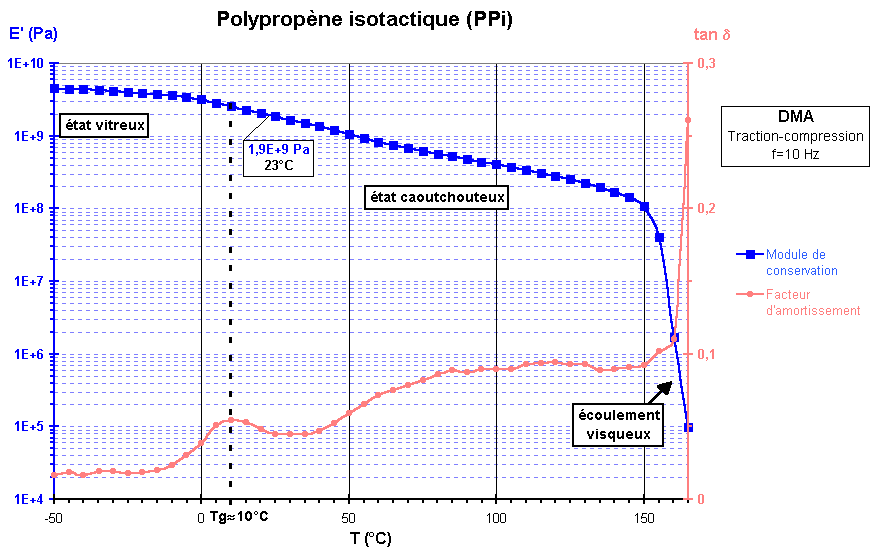
Variation du module d'un polypropylène avec la température, obtenue par DMA

Une élévation de température entraîne une séparation des longues chaînes moléculaires. Le passage du matériau de l'état solide à l'état liquide visqueux s'effectue lorsque l'agitation thermique rompt les « liaisons faibles » (liaisons physiques, par exemple interactions moléculaires de faible (van der Waals) ou de moyenne énergie (liaisons hydrogène)) entre deux segments macromoléculaires contigus sans affecter les liaisons covalentes caténaires. Ce mécanisme est réversible (le liquide visqueux se solidifie par refroidissement car les chaînes se rapprochent, créant un retrait plus ou moins prononcé) : la matière est thermoplastique. Les matériaux semi-cristallins montrent un retrait général supérieur à celui des amorphes.
La température de transition vitreuse (Tv) correspond à la rupture des (peu nombreuses) liaisons faibles intercaténaires dans la phase amorphe. Elle est toujours inférieure à la température de fusion (Tf) qui correspond à la disparition des (nombreuses) liaisons faibles intercaténaires dans la phase cristalline.

### Applications

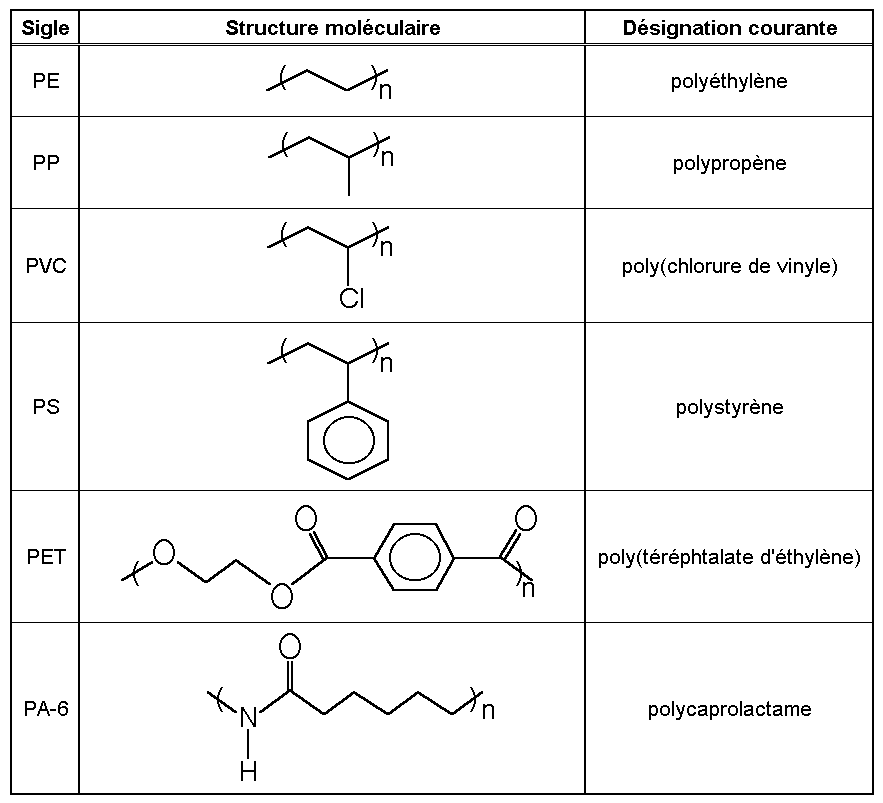
Formule de quelques grands polymères industriels

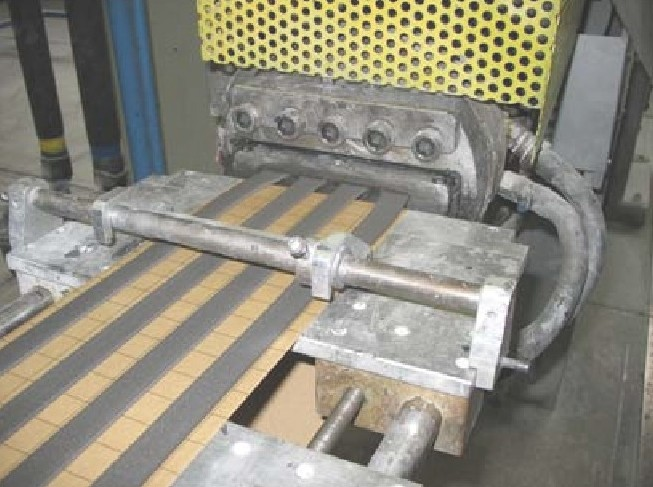
Extrusion de cordons de mastic polymère

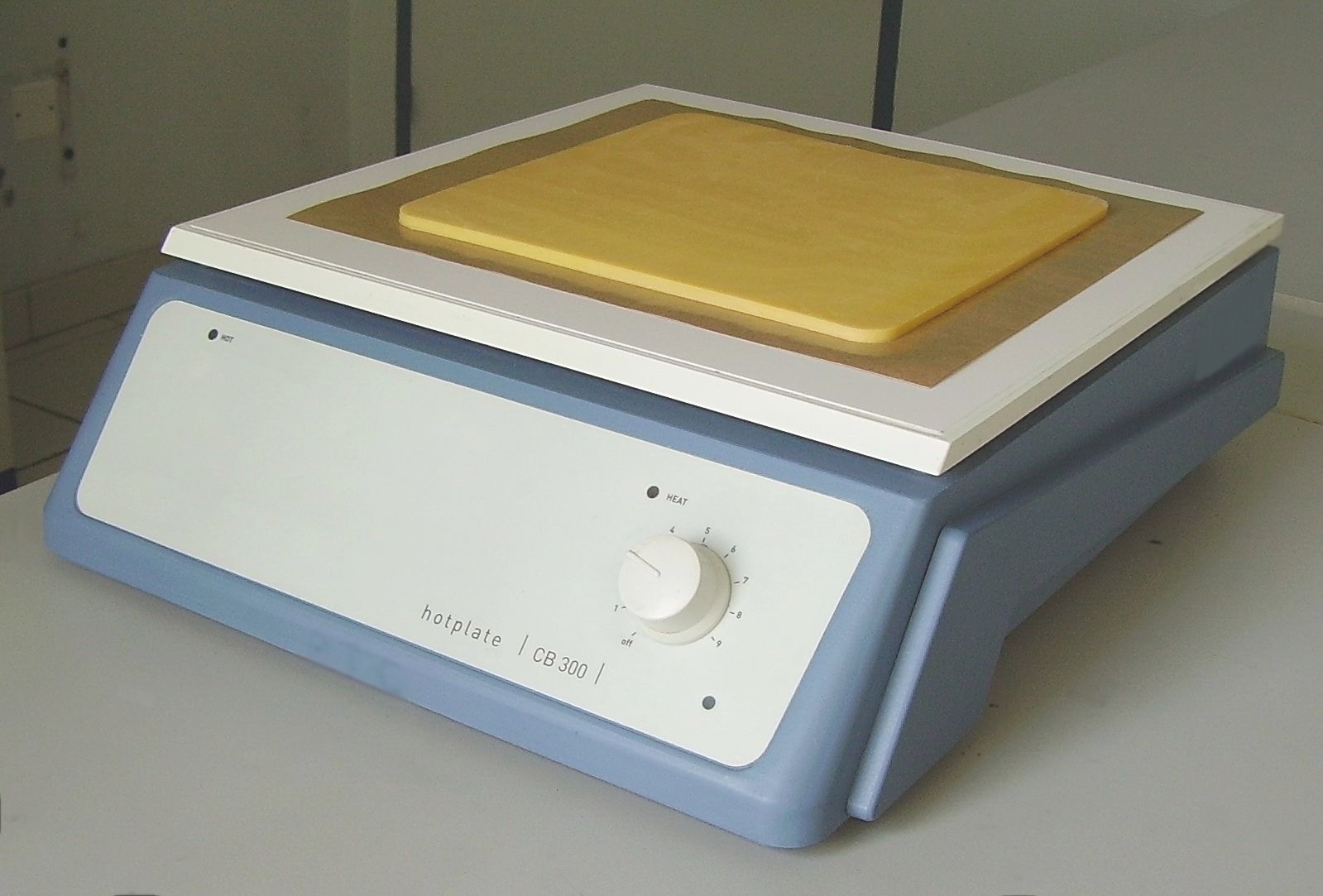
Ramollissement (pour échantillonnage) d'une plaque de matériau polymère injecté

Le cycle de ramollissement par chauffage et de solidification par refroidissement peut être répété plus ou moins indéfiniment. Ce cycle représente un avantage considérable puisqu'il est à la base de la plupart des techniques de transformation de ces matériaux. Ce phénomène représente toutefois un inconvénient, parce que cela signifie que les propriétés des matières thermoplastiques dépendent de la température.

Le calandrage, l'extrusion et le moulage par injection sont les techniques de transformation typiques des polymères thermoplastiques. Le principal mode de transformation des matériaux thermoplastiques techniques est l'injection.

Les polymères avec une structure amorphe et une masse molaire élevée sont préférés pour l'extrusion. Par contre, les polymères amorphes de faible masse molaire sont de bons candidats pour l'injection.
L'acétate de cellulose, de sigle CA, résulte de la modification chimique (par acétylation) de la cellulose. Ce polymère artificiel connaît, depuis les années 1920, une importance économique certaine. La principale application de ce dérivé cellulosique thermoplastique concerne la fabrication de fibres textiles et de films.
Au cours de la fabrication des fils et fibres synthétiques, on peut, après l'extrusion au travers d'une filière de filage, procéder à un étirage mécanique uniaxial du polymère à l'état solide, à une température inférieure à celle de la fusion des zones cristallines. L'étirage des monofilaments crée une cristallisation. Les filaments sont étirés en flux continu de 300 à 500 % la longueur initiale par des cylindres. Cette opération permet de renforcer la cohésion du système macromoléculaire, ce qui décuple la résistance mécanique. Les principaux polymères qui utilisent ce procédé sont les polyoléfines (PE et PP), les polyamides (PA) et le poly(téréphtalate d'éthylène) (PET) (le « polyester »).

Ce phénomène est également mis à profit lors de l'élaboration de films. Un étirage biaxial (selon deux directions généralement orthogonales) est effectué de façon à orienter les chaînes du polymère, ce qui améliore les caractéristiques mécaniques dans deux dimensions.
Les polymères thermoplastiques sont solubles si un solvant est capable de rompre les interactions moléculaires assurant leur cohésion. Il est alors possible de les utiliser comme revêtements et adhésifs.
La copolymérisation est une opération très souvent employée dans le domaine des matières thermoplastiques pour améliorer certaines propriétés. Par exemple, dans la famille des styréniques :
- le copolymère séquencé (copolymère bloc) styrène-butadiène (SBR) ou « polystyrène-choc » a été mis au point pour augmenter la résilience du PS homopolymère « cristal » ;
- le copolymère statistique styrène-acrylonitrile (SAN), améliore la rigidité du PS (applications : boîtiers de batterie, électroménager, etc.) ;
- le styrène-butadiène (SBS), un copolymère à trois blocs, est un élastomère thermoplastique (TPE, en anglais) et donc recyclable. Il est employé dans tous les domaines d'utilisation des élastomères. La mise en forme s'effectue au moyen des techniques habituellement réservées aux polymères thermoplastiques. Le SBS est par ailleurs utilisé comme adhésif « sensible à la pression ».

Les mélanges de polymères (mélanges « polymère-polymère ») thermoplastiques – PC/ABS, PPO/PS (Noryl), PP/EPDM, etc. – sont des mélanges mécaniques de polymères (amorphes ou semi-cristallins). Des agents compatibilisants sont employés. L'association de polymères permet d'obtenir un mélange dont les caractéristiques sont hybrides aux polymères qui le constituent.

### Économie
La fabrication de produits en matière plastique avoisine 3,5 millions de tonnes en France, en 2007.
La consommation des polymères thermoplastiques est environ quatre fois plus importante que celle des thermodurcissables en Europe de l'Ouest.
La production des fibres synthétiques représente plus de la moitié de celle des fibres textiles de toute nature.
Les PEBD, PEHD, PVC, PP et PS sont des polymères thermoplastiques de grande consommation de très bas prix. Ces cinq membres représentent plus de la moitié de la consommation totale des matières plastiques.
Le poly(éther-éther-cétone de phénylène) (PEEK) est un thermostable (Tf ~335 °C) arrivé assez tardivement sur le marché. Ce polymère est dit spécial : il se distingue par un prix très élevé.

## Polymères thermodurcissables

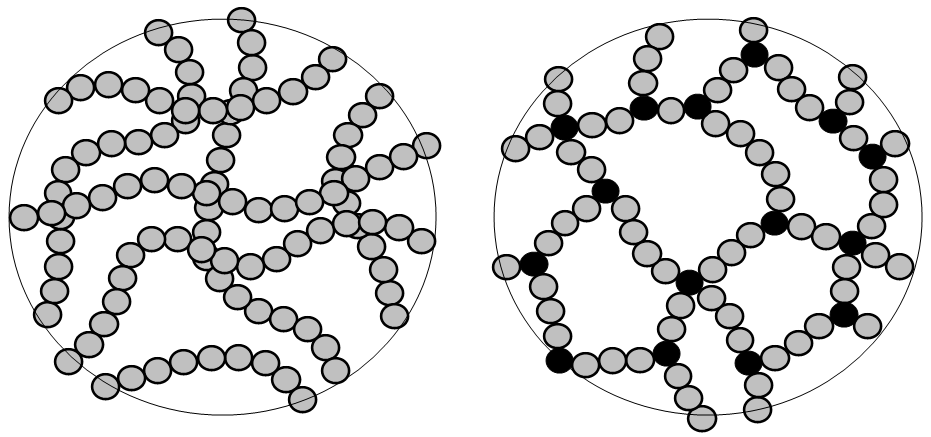
Comparaison entre un polymère thermoplastique (gauche) et un polymère thermodurcissable (droite).

Les polymères thermodurcissables deviennent solides irréversiblement, le plus souvent après chauffage. La transformation s'effectue avec réaction chimique (polymérisation). Ils présentent des propriétés thermomécaniques très différentes des polymères thermoplastiques ; le réseau tridimensionnel est constitué de nœuds covalents (faisant intervenir des liaisons de haute énergie) dont la rupture est, par nature, irréversible.
Contrairement aux matières thermoplastiques, les matières thermodurcissables ne peuvent être mises en forme qu'une seule fois ; les produits finis ne pourront plus être fondus (sans dégradation) par un chauffage éventuel. Les matières thermodurcissables sont donc non recyclables.
Exemples de matières thermodurcissables : celles obtenues par copolymérisation du styrène en présence d'un polyester insaturé réactif, les résines aminoplaste et époxyde, les élastomères vulcanisés, etc.
Une fois la transformation réalisée, les matériaux thermodurcissables sont typiquement rigides et leurs propriétés mécaniques dépendent peu de la température.

## Abus de langage
Les mots thermoplastique et thermodurcissable sont des adjectifs. Ils sont parfois utilisés comme noms.